# 1929年意大利大選
1929年義大利大選是1929年3月24日在義大利王國舉行的大選，將產生新一屆的400名眾議院議員。在1928年眾議院和參議院通過一次議會改革後，是次選舉以全民投票的形式進行。這次大選被視為一次「儀式選舉」，當中選民只有單一選擇，最後由墨索里尼領導的國家法西斯黨全取議會400席，投票率高達89.86%。

## 背景
在1925至1927年間，墨索里尼逐步削除了幾乎所有憲法對其權力的限制。1925年1月，墨索里尼宣佈國家法西斯黨為義大利唯一合法政黨，從而建立了法西斯獨裁統治。1925年12月24日，亦即聖誕節前夕，墨索里尼頒布了《（政府）首腦及閣員職責與特權法》，他不再需要向議會負責，亦只能被國王罷免，內閣的組成、人選及職責均由首相決定、國王批准。为了从法律上剥夺议会立法及监察政府的权力，墨索里尼不斷修訂并通过新的选举法，使自1927年起，议会變成有名无实的摆设。

## 選舉機制

### 投票及提名資格
自1912年起，當時的法律只容許合資格的男性投票，全國選民數目只有約950萬人。根據1929年的选举提名辦法，當時的議會候选人是由各类法西斯组织於举行大选前，按「法西斯大议会」分配的名额推选出來的。全国先推选800名候选人，名额如下：
1. 工业工會劳资双方各80人
2. 农业工會中地主（包括农场主）和农民（包括自耕农、雇农和农业工人）各96人
3. 银行工會劳资双方各24人
4. 商业工會劳资双方各48人
5. 海空运输业工會劳资双方各40人
6. 陆上运输与内河航运业工會劳资双方各32人
7. 自由职业者工會（无劳资之分）共160人

除上述800人外，其餘由墨索里尼指定的5名参议员和5名众议员组成的10人委员会，再从文化教育及慈善机构中推举200名候选人。前後共1,000人的候选人名单會呈上「法西斯大議會」，大議會將从中选出400人作为最終候选人。值得一提的是，大議會有权从上述1,000人中挑选一部分，再另行选择一部分以凑成400人，亦可以不顧該1,000人名单，而全盤另薦400名候选人。
1929年的投票前一天，「法西斯大議會」以墨索里尼的名義把最後選定的400名候选人名单刊登在报纸上。

### 投票選項及模式
選舉以全民投票形式進行。投票日當天，合資格選民會獲發兩張相同大小的選票，選票上並無任何候选人的姓名及資料，只印有「你是否赞成法西斯党推薦的候选人當選？」的字句。贊成票印有義大利國旗三色及法西斯的束棒標誌，反對票則是單純的白色。若贊成票超过半数，选举即视为有效，400名候选人全部当选；否则重选，直至贊成票过半数。选民於選舉中无权在400名候选人之外进行选择，候選名單亦只能捆綁式當選。

## 結果
|                                                   |                      |           |        |      |      |
| 選項                                              | 選項                 | 得票      | 百分比 | 議席 | +/−  |
|                                                   | 國家法西斯黨         | 8,517,838 | 98.43% | 400  | +26  |
|                                                   | 反對                 | 135,773   | 1.57%  | 0    | −161 |
| 廢票／白票                                        | 廢票／白票           | 8,209     | –      | –    | –    |
| 總計                                              | 總計                 | 8,661,820 | 100%   | 400  | −135 |
| 選民登記數目／投票率                              | 選民登記數目／投票率 | 9,638,859 | 89.86% | –    | –    |
| 資料來源: Direct Democracy （页面存档备份，存于） |                      |           |        |      |      |

| \| 普選 \| 普選 \| 普選 \| 普選 \| 普選 \| \| ------------ \| ------------ \| ---- \| ------ \| ------ \| \| \| \| \| \| \| \| 國家法西斯黨 \| 國家法西斯黨 \| \| 98.43% \| 98.43% \| \| 反對 \| 反對 \| \| 1.57% \| 1.57% \| |              |  |        |        |
| 普選 |              |  |        |        |
| |              |  |        |        |
| 國家法西斯黨 | 國家法西斯黨 |  | 98.43% | 98.43% |
| 反對 | 反對         |  | 1.57%  | 1.57%  |